# La vida alrededor
La vida alrededor es una comedia dirigida por Fernando Ferrnán-Gómez y estrenada en 1959. Está protagonizada por el director, además de por Analía Gadé, Carmen de Lirio, Félix de Pomés, Manuel Morán y Xan Das Bolas. Se trata de la segunda parte de La vida por delante, rodada por el mismo equipo en 1958. Esta cinta narra la precariedad y la miseria vividas por una familia de clase trabajadora de la época a través del equilibrio entre la ironía y ternura. Es considerada, sin alcanzar el nivel de su precedente, uno de los largometrajes más ilustres de la comedia española de los 50. Se trata del quinto largometraje de Fernán-Gómez como director y el quinto también que protagonizó de la mano a la actriz argentina Analía Gadé. Ambos formaban una pareja que funcionaba en pantalla a la perfección e incluso llegaron a formar una compañía teatral. Este filme se vio muy influido por los tintes del neorrealismo italiano que triunfaba en toda Europa. Esta obra es ubicada dentro de una serie de cintas negrísimas de la comedia realista que, a finales del siglo XX, pasaron a considerarse de culto dentro del cine español.

## Sinopsis
Josefina y Antonio son una pareja de recién casados que espera a su primogénito. Ambos jóvenes han logrado mantener un frágil equilibrio económico después de contraer matrimonio. Entre lo que gana Antonio como letrado y el salario de Josefina como médico en el hospital consiguen sobrevivir y fantasear con algún capricho. La situación pasa a ser peliaguda cuando Josefina da a luz a un "niño que se lo come todo, incluso la comida". Entonces, la joven esposa comienza a impartirle clases de enseñanza superior al bebé para ahorrar dinero en escuelas, adelantándose así al desastre económico familiar. Mientras tanto, Antonio busca una solución entre los golfos y la mafia de la ciudad, obteniendo así, casos en los que ejercer como abogado defensor. De hecho, un año después, Antonio trata de encontrar trabajo por Madrid realizando todo tipo de empleos como extra de cine, fotógrafo o profesor mientras espera su oportunidad como jurista.
Sin embargo, descubre a un vulgar ladrón que conoce muy bien el ordenamiento jurídico, como puede apreciarse cuando este le dice al protagonista: “este trabajo es un infierno, todo el día corriendo y cuando tienes un minuto de descanso, hay que estudiar el Código Penal”, lo que Antonio considera su oportunidad para dedicarse a “lo suyo”. No obstante, la esposa de Antonio duda de la fidelidad de su marido, pues sospecha que le engaña con otra mujer. Entonces, Josefina acude a la hipnosis para sonsacarle la verdad. Al hipnotizarlo, Antonio habla de una mujer. En ese momento, Josefina, muy celosa, abandona su hogar y a su familia y deja a su esposo Antonio bajo los efectos del hipnotismo, por ende, este es incapaz de no decir la verdad continuamente.

## Argumento
A Antonio Redondo, el protagonista interpretado por el director de la película, no le queda más remedio que ganar sus primeras 500 pesetas como letrado defendiendo a un ladrón. El empleo como abogado debe compaginarlo siendo oficinista durante las mañanas, ya que su familia está a punto de crecer.  Su esposa, Josefina, está embarazada y anda muy preocupada por cómo van a educar a su primogénito, al que intenta enseñar, cuando este aún está en el vientre materno, lecciones sobre matemáticas y cultura.
Después de unas cuantas falsas alarmas, nace su hijo. Esto provoca que Antonio no pueda estudiar sus oposiciones para letrado, ni descansar de sus muchos empleos como apuntador, presentador, fotógrafo, profesor o extra de cine, pues la casa está siempre llena de visitas. En ese momento, el señor Piñeiro le ofrece una gran oportunidad: hacerse cargo de los casos criminales del bufete de este.
Entonces, empiezan a contactar con el protagonista delincuentes que requieren de sus servicios legales con el fin de minimizar la pena en el caso de que les atrape la policía. Antonio, incluso, acude con ellos a la finca que tienen pensado allanar. Cuál es su sorpresa cuando se da cuenta de que se trata de la casa de su vecina anterior, Carmen. Esta se apiada de ellos y decide donar a los ladrones algunos enseres sin que lleguen a asaltar su hogar.  Más tarde, Antonio debe defender al "Agujetas", familiar de los ladronzuelos, quien parece ser que conoce mejor las leyes que el protagonista. Gracias a la autodefensa que este personaje se realiza, consigue salir ileso y sin cargos decidiendo no volver a robar nunca más, pues cree que es un oficio muy esclavo.
Tras el éxito en el caso del “Agujetas”, este cabeza de familia comienza a recibir muchos otros casos. Con el dinero que gana, hace de su vivienda un espacio más diáfano, se monta un despacho de abogado y su esposa decide establecer una oficina a modo de consultorio sobre educación pre infantil y psicotecnia. Así pues, en la misma sala de espera, empiezan a mezclarse los cleptómanos clientes de Antonio y las distinguidas alumnas de Josefina además de los albañiles que continúan obrando la ampliación del apartamento. De repente, detienen a Ceferino, el "Agujetas", aunque él se encontraba ya rehabilitado y dedicado a los negocios. Le acusan de fuga de divisas siendo el culpable su socio Llobet. El alegato que prepara el protagonista requiere salir del alboroto que hay siempre en su hogar, por lo que se muda temporalmente a casa de Carmen. Ante esto, Josefina sufre un ataque de celos, por lo que decide hipnotizar a Antonio para saber la verdad del asunto.
Aún bajo los efectos del hipnotismo, que le empuja a contar “la verdad, toda la verdad y nada más que la verdad”, le hace saber a su vecina Carmen que lo que más le gusta de ella es el silencio y la tranquilidad de su casa. Después de esta confesión, Antonio arma diversos entuertos en el mercado, puesto que es incapaz de mentir y en el mercado confiesa a vendedores y compradores los engaños de los que están siendo víctimas.
El jefe del protagonista, Piñeiro, con la ayuda de Josefina, intenta frenar el desastre que se avecina, ya que ello puede afectar en el juicio en defensa del “Agujetas”. Mientras tanto, los clientes del bufete huyen despavoridos por lo que Antonio va diciendo de ellos. Una vez en el juicio, parece que Ceferino ingresará en prisión, sin embargo, el influjo de la hipnosis desaparece y empieza a manejarse como un gran abogado. Antonio defiende de forma muy inteligente al "Agujetas", por lo que obtiene la enhorabuena de todo el mundo menos de su esposa que sale del palacio de justicia en medio del llanto. Finalmente, Antonio sale en su búsqueda y, al hallarla enfrente del escaparate de una tienda, le pide disculpas.  La mañana de después, su nombre aparece en los diarios, no obstante, no por sus hazañas como letrado, sino que descubre que ha sido acusado de difamación por catorce personas.

## Producción
Fernando Fernán-Gómez ya tenía claro que iba a realizar una segunda parte de La vida por delante mientras escribía su guion, pues deseaba conocer cómo acabarían los personajes que estaba creando. El director y actor de ambos filmes supo aprovechar el gran éxito de la primera película para poder continuar con la segunda parte. Todo gracias al productor José Gutiérrez Maesso que le ofreció a Fernán-Gómez, cuando La vida por delante a penas llevaba tres semanas en cartelera, la oportunidad de filmar La vida alrededor con la productora Tecisa. Esta empresa cinematográfica aconsejó ciertas renovaciones y mejorías para el guion respecto a la predecesora, por lo que al equipo de guionistas de la primera parte, compuesto por el director y por Manuel Pilares, se unió un nuevo guionista: Florentino Soria. El acuerdo al que llegaron fue reflejar los mismos conflictos, pero de forma más punzante.

## Censura
Durante la época de la España franquista, la censura ejerció un control absoluto sobre las películas, obras de teatro, libros y demás obras de arte que se publicaban en nuestro país con el propósito de preservar los principios morales e ideológicos del régimen. Esta lacra del sistema de entonces chocaba con la idea que Fernán-Gómez tenía de la familia, que se plasma en la película, pues no era para nada como la que planteaba la propaganda franquista. En La vida alrededor, se muestra a una familia moderna, adelantada a su tiempo y obligada a hacer frente a las estrecheces económicas ante ciertas situaciones como el nacimiento de un hijo. El creador de este largometraje busca hacer una crítica a la imagen idílica de la familia, figura social con la que Fernán-Gómez parecía estar obsesionado y cuyo modelo el nacionalcatolicismo buscaba imponer, pero lo hace resguardándose tras la comedia, recurso muy útil en época de censura. Los censores advirtieron al equipo de guionistas que la película se proyectaría siempre que se eliminara por completo el último rollo filmado. Ante esta amenaza, Fernán-Gómez le pidió al jefe del grupo de censores que montara él la película, cosa que ya se había hecho con anterioridad. Finalmente, el censor aceptó la petición y la película se aprobó.

## Análisis crítico
El conflicto que la familia protagonista sufre parece versar sobre la convivencia a raíz del nacimiento de su hijo. Este cambio en sus vidas provoca que la pareja de progenitores, Josefina y Antonio, interpretados por Analía Gadé y por el mismo director y guionista de la cinta, respectivamente, comience a distanciarse. Por un lado, Josefina siente la necesidad de ser una mujer más independiente y moderna y de vestirse y tener una profesión liberal por lo que siempre acarrea problemas. Por otro lado, Antonio todavía es demasiado inmaduro para tener una relación seria, tan formal y cerrada, por lo que fantasea con serle infiel a su esposa.También, esta película representa una crítica a la oligarquía de la sociedad franquista de aquel entonces y, por extensión, una denuncia a la hipocresía social. Para ello, el director utiliza recursos ya vistos en La vida por delante, sin embargo, en esta ocasión son más exagerados. Alguno de ellos es, por ejemplo, la interpelación al espectador a través de los protagonistas cuando estos fijan la mirada en la cámara, como se ve en la escena del robo del bolso en la que Antonio grita indignado a la muchedumbre que le observa impasible. Otra artimaña puesta en práctica es la duplicidad de puntos de vista que refleja la escena del baile que es comentada por los suegros del protagonista. En el largometraje, destaca el cariño que se aprecia que tiene el director, guionista y actor por los personajes secundarios como se intuye muy claramente con Xan Das Bolas, cuyo aspecto escuálido y de cleptómano Fernán-Gómez supo aprovechar. Este recurso de exagerar las dotes de los personajes secundarios se ve también con Rafaela Aparicio, Paco Camoiras o Félix Fernández.
El director, además de profundizar sobre el tema de la familia, toca también otra cuestión muy presente en su filmografía: la miseria. Así, entra a tratar las dificultades económicas y las cuestiones morales del Madrid de los años 50. Ciudad que se hallaba en total decadencia por la pasada Guerra Civil y con muchas carencias en relación con los demás países del Viejo Continente. Para mostrar este universo, los actores principales representan a un matrimonio de jóvenes universitarios, educados y refinados a los que les toca lidiar con su matrimonio, con la precariedad laboral en un clima el entusiasta y desesperado. Resulta interesante que películas como esta y el cine español de los 50 y 60, en general, se acerca más al cine de los 2000 o de los 2010 que los largometrajes pertenecientes a épocas más próximas como los de los años 80 o 90. El universo que el director desea plasmar en La vida por delante y en esta secuela, se puede observar en la escena en la que Antonio le espeta a un señor que le critica su excesiva premura: “Yo no quiero la vida por delante, yo quiero la vida alrededor”, o cuando este personaje dice: “Fíjate, tener una carrera y estudios para esto”. Así, se aprecia que el creador de este filme logra pintar un fresco repleto de gracia sobre España durante la posguerra en el que las penurias pasadas para salir adelante contrasta con el brillo desprendido por la pareja moderna en la que la esposa es médico y, a pesar del machismo de él, se dibuja un posible futuro para España. Es fácil encontrar un símil entre esta película y el éxito Jim Carrey de Mentiroso compulsivo (1997) por el problema que sufren los dos protagonistas de ambas cintas en torno a no poder decir nada más que la verdad.
Otro asunto abordado en esta secuela es la reflexión que hace el personaje de Antonio sobre el sentido de la justicia al comparar su defensa del El Raterillo y la reacción de Josefina cuando esta es víctima de un robo. En la secuencia considerada como la más representativa, Antonio, presa de la hipnosis, hace lo contrario de lo que se supone que es su labor como letrado, defender la veracidad, luego, finaliza abogando por su cliente si bien conoce y sabe de su culpabilidad. Lo lleva a cabo planteando el problema moral de los abogados que ayudan a hacer justicia decantándose por un hecho injusto. De esta manera, el personaje encarnado por el director de la película vence cuando calumnia y fracasa cuando dice la verdad. Esta idea transmitida al espectador da pie, aunque se considere a esta cinta como cómica y agradable, a mostrar el lado más pesimista y negativo de la filmografía del muy crítico Fernán-Gómez, que en sus películas ejecuta una y otra vez una queja continua sobre cómo es la sociedad española que, tiempo después, deja al público anonadado por su dureza.

## Curiosidades de la película
Ambos actores protagonistas, Fernando Fernán-Gómez y Analía Gadé eran pareja cuando interpretaron a los protagonistas de esta película y de su precedente. Una pareja de jóvenes casados llamados Antonio y Josefina. Además, la madre del protagonista en la vida real, Carola Fernán-Gómez, aparece en la cinta, también, como madre de Antonio, el personaje principal.

## Lanzamiento y recepción
La vida alrededor fue estrenada el 8 de octubre de 1959 y se clasificó como adecuada para todos los públicos La distribuidora que se encargó de esta película fue Mercurio Films S.A. La recaudación ascendió al equivalente de 216,49€. Los espectadores que acudieron al estreno fueron 144. Aunque esta era su intención, Fernando Fernán-Gómez no pudo superarse a sí mismo y no consiguió desbancar a La vida por delante con esta nueva cinta. Tanto en cuestión de recaudación, como por el aplauso de la crítica, La vida alrededor no pudo igualar a su predecesora. En 2016, Luis E. Parés, el historiador cinematográfico de RTVE, calificó a ambas películas como "uno de los mejores dípticos del cine de comedia español".